# Higgston
Higgston és una població dels Estats Units a l'estat de Geòrgia. Segons el cens del 2000 tenia 316 habitants.

## Demografia
Segons el cens del 2000, Higgston tenia 316 habitants, 134 habitatges, i 84 famílies. La densitat de població era de 38,7 habitants/km².
Dels 134 habitatges en un 32,8% hi vivien nens de menys de 18 anys, en un 41,8% hi vivien parelles casades, en un 17,9% dones solteres, i en un 37,3% no eren unitats familiars. En el 34,3% dels habitatges hi vivien persones soles el 9% de les quals corresponia a persones de 65 anys o més que vivien soles. El nombre mitjà de persones vivint en cada habitatge era de 2,36 i el nombre mitjà de persones que vivien en cada família era de 3,06.
Per edats la població es repartia de la següent manera: un 27,8% tenia menys de 18 anys, un 9,5% entre 18 i 24, un 32,9% entre 25 i 44, un 20,6% de 45 a 60 i un 9,2% 65 anys o més.
L'edat mediana era de 34 anys. Per cada 100 dones de 18 o més anys hi havia 81 homes.
La renda mediana per habitatge era de 28.854 $ i la renda mediana per família de 29.896 $. Els homes tenien una renda mediana de 26.250 $ mentre que les dones 21.250 $. La renda per capita de la població era de 13.797 $. Entorn del 22,2% de les famílies i el 21,8% de la població estaven per davall del llindar de pobresa.

## Poblacions més properes
El següent diagrama mostra les poblacions més properes.